# Chích châu Á
Urosphena squameiceps là một loài chim trong họ Cettiidae.

## Tham khảo

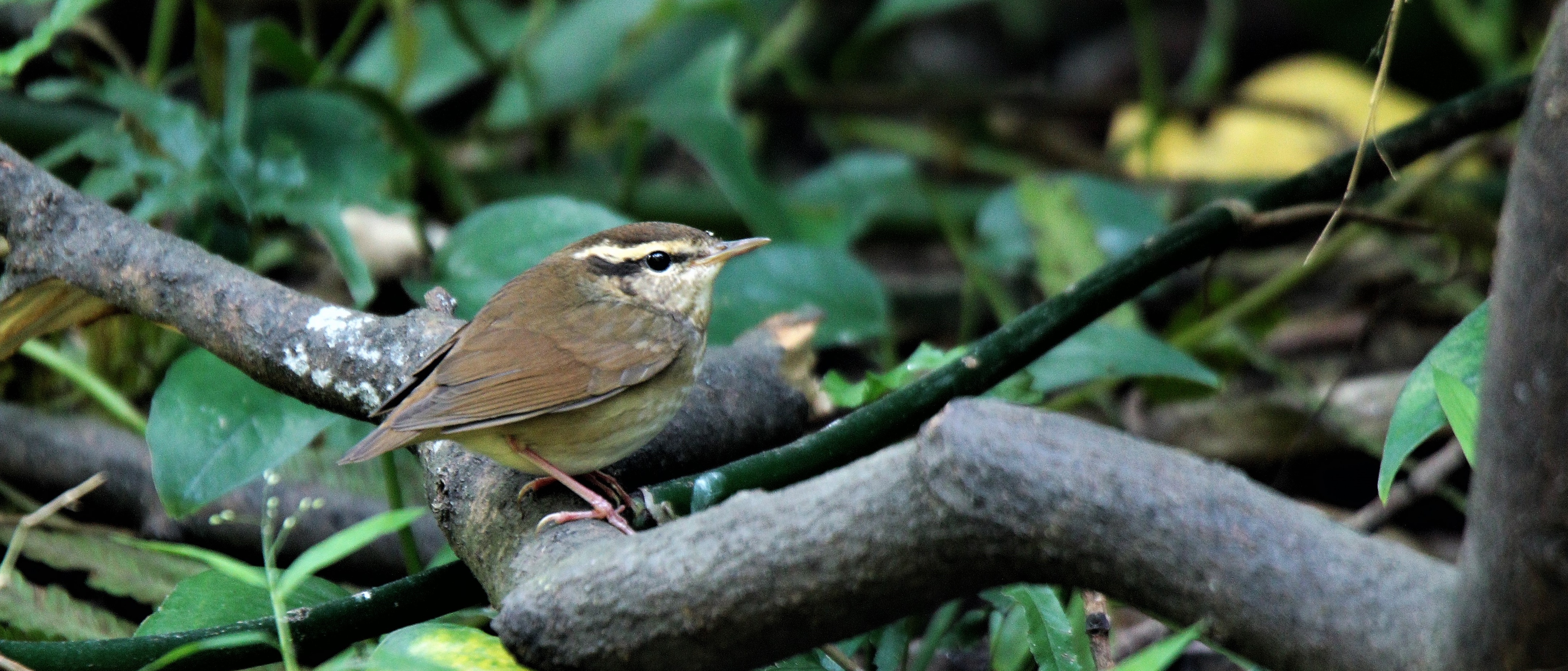
Chích Á châu